# コント・カチョ〜ン
『コント・カチョ〜ン』は、1970年4月2日から同年6月25日までフジテレビ系列局で放送されていたフジテレビ製作のバラエティ番組である。その後も1970年7月2日から同年9月24日まで『コント・デ・勝負!』（コント・デ・しょうぶ）と題して放送されていた。いずれも立川ブラインド工業の一社提供。放送時間は毎週木曜 19:00 - 19:30 （日本標準時）。

## 概要
代々木の山野ホールで公開収録を行っていた番組で、当初はコント55号と月亭可朝によるコントと歌を中心とする内容だった。関西のコメディアンである可朝をコント55号と同格の存在とし、同じく関西のコメディアンであるチャンバラトリオをサブレギュラーに据えることで三者三様のお笑いを見せようとしていた。当初のタイトルはコント55号と可朝それぞれの名前を基にしたもので、彼らの冠番組にもなっていた。
しかし、番組はわずか3か月で『コント・デ・勝負!』と改題し、可朝が降板。以後はコント55号とチャンバラトリオとゲスト歌手によるミニコントが中心になったが、結局同タイトルでの放送も3か月で終了した。
なお改題後も、収録は引き続き山野ホールで行われていた。また改題前・改題後ともに、「ハニー・ポピーズ」という4人組の女性ダンスグループがアシスタントおよび番組テーマソングの歌唱と踊り、時には番組中のコントのシーンにも出演していた。ハニーポピーズのメンバーのうち最年長の西口久美子は後に「青い三角定規」としてレコードデビュー、ほかの3人はにしきのあきら「空に太陽がある限り」の専属コーラス&ダンスで活躍した後、1971年11月に「ポテトチップス」というアイドルユニットでレコードデビューしていた。